# Paratorna
Paratorna  (лат.) — род бабочек из семейства листовёрток. Встречаются в Восточной и Юго-Восточной Азии. Размах крыльев 14—19 мм. Вершины передних крыльев закруглённые.
Виды:
- Paratorna catenulella Christoph, 1882
- Paratorna cuprescens Fal'kovich, 1965
- Paratorna dorcas Meyrick, 1907
- Paratorna fenestralis Razowski, 1964
- Paratorna oenina Diakonoff, 1976
- Paratorna schintlmeisteri Razowski, 1990